# Алматинская областная филармония имени Суюнбая
Алматинская областная филармония имени Суюнбая (каз. Сүйінбай атындағы Алматы облыстық филармониясы; полное название — Государственное казённое предприятие «Алматинская областная филармония имени Суюнбая» Акима Алматинской области) — концертная организация в Талдыкоргане.

## История
Филармония создана в 1973 году, её основу заложил ансамбль «Алматы әуендері» («Мелодии Алма-Аты»).
В филармонии работали женский вокально-инструментальный ансамбль «Майра», эстрадный ансамбль «Асом», артисты эстрадно-циркового искусства и группа домбристов. В 1980-е годы в состав филармонии вошли танцевальный ансамбль «Алтынай» (1985), фольклорно-этнографический ансамбль «Адырна» (1985), вокально-инструментальный ансамбли «Ариас» и «Медео» (1985), фольклорно-этнографический народный ансамбль «Сазген» (1981). В филармонии работали заслуженные артисты Казахстана М. Е. Ералиева, Н. Х. Ескалиева, А. Е. Сембин, Т. О. Изимова и другие.
В 1990 году филармонии присвоено имя акына Суюнбая Аронулы.
С переводом в 2001 году областного центра из Алма-Аты в Талдыкорган переехала и филармония; сейчас она работает в здании Дворца культуры имени И. Жансугурова.

## Деятельность
Филармония занимается музыкально-просветительской деятельностью, проводит концерты, лекции. Артисты демонстрируют своё искусство также и за рубежом.